# Manipura

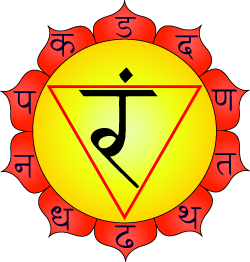
Maṇipūra cakra est décrit comme ayant dix pétales avec les syllabes sanskrites da, dha, na, ṭa, ṭha, ḍa, ḍha, ṇa, pa, et pha. Son élément est le feu.

Maṇipūra (sanskrit selon IAST signifiant «Abondant en joyaux») est le troisième des chakra principaux suivant le tantrisme hindou et plus particulièrement du Haṭhayoga.

## Localisation
Ce chakra se situe à 4 largeurs de doigts au-dessus du nombril.

## Représentation
Maṇipūra est un lotus jaune à dix pétales. Le soleil, la force du feu, est associé à ce chakra pour ses caractéristiques mais aussi pour la couleur. Un triangle équilatéral rouge pointé vers le bas est au centre de ce confluent énergétique. Un bélier est l'animal associé, symbole de la vitalité.

## Bija mantra
Le bija mantra de ce chakra est : ram. Il sert à éveiller ce centre. Une syllabe est également attribuée à chaque pétale, ce sont: da, dha, na, ṭa, ṭha, ḍa, ḍha, ṇa, pa, et pha.

Une autre version de manipura avec le soleil intérieur de ce chakra dont un des symboles: le tattva est le feu.

## Fonction
Maṇipūra cakra est donc associé au soleil et au feu. Elle est reliée à l'estomac qui donne la force. L'humeur de la médecine ayurvédique agni est en rapport direct avec ce chakra. Le guṇa, la qualité humaine de maṇipūra sont les rajas: les désirs égoistes, le "je veux" possessif et perpétuel de l'humain.
Néanmoins, le sens, le tantmantra de manipura est la vue, et les yeux sont les organes qui sont reliés  (cakṣus associé à rūpa).
Si les deux premiers chakra sont attachées aux vies animales antérieures, manipura se veut le départ d'une nature humaine dans la kundalini. C'est l'étape avant le cœur, et l'humanisme, les sattva du cinquième chakra.

## Pratique d'éveil
Dans le yoga, une des pratiques d'éveil de ce chakra est un des bandhas. Un pranayama spécifique (un exercice sur le souffle) est aussi donné pour manipura.

## Comparaison avec les autres religions
- Dans le bouddhisme tibétain et le vajrayana, cette roue est importante et considéré comme « La Goutte rouge ». Elle a 64 pétales ou canaux, et sa mantra est le "Ah" [4]. La pratique du Tummo utilise ce chakra.
- Dans les qigongs chinois il existe trois dantians, qui convertissent l'énergie; le plus bas est situé au niveau deux pouces 1/2 au-dessous du nombril.
- Dans la kabbale, il y a différents points de vue sur manipura. Pour certains, manipura correspond à la sephira:en de Hod et Netzach. Netzach permet de créer de l'énergie, Hod la détruit; ces deux forces sont censées s'équilibrer [5].

## Source
- Swami Satyananda Saraswati, Kundalini Tantra, publié en France chez éditions Swam, édition de 2005, pages 204 et suivantes,  (ISBN 9782950338976).
- Swami Satayananda Saraswati, Asana, Pranayama, Mudra, Bandha chez Swam éditions.
- Manipura(en) dans wikipédia en anglais.